# Нягра-Шарулуй
Нягра-Шарулуй (рум. Neagra Șarului) — село у повіті Сучава в Румунії. Адміністративний центр комуни Шару-Дорней.
Село розташоване на відстані 317 км на північ від Бухареста, 83 км на південний захід від Сучави, 140 км на схід від Клуж-Напоки.

## Населення
За даними перепису населення 2002 року у селі проживали 1749 осіб. Рідною мовою 1747 осіб (99,9%) назвали румунську.
Національний склад населення села:
| Національність | Кількість осіб | Відсоток |
| -------------- | -------------- | -------- |
| румуни         | 1740           | 99,5%    |
| угорці         | 6              | 0,3%     |